# Brunn am Gebirge
Pour les articles homonymes, voir Brunn.
Brunn am Gebirge est une commune autrichienne du district de Mödling en Basse-Autriche.

## Histoire
Les fouilles du néolithique prouvent que la région était déjà habitée vers 6 000 ans av. J.-C. Il s'agit du plus ancien site néolithique connu en Autriche, et un des plus vieux d'Europe centrale. Il appartient à la première phase de développement de la culture rubanée. Les datations radiocarbone donnent une valeur comprise entre 5 670 et 5 350 av. J.-C.
Les tombes avars qui ont été trouvées à Mödling, suggèrent qu’à cette époque, la région était déjà habitée. Sur la base de fouilles réalisées, on pense qu'il y avait ici un établissement de vétérans à l'époque romaine.